# Teleférico da Ilha Roosevelt

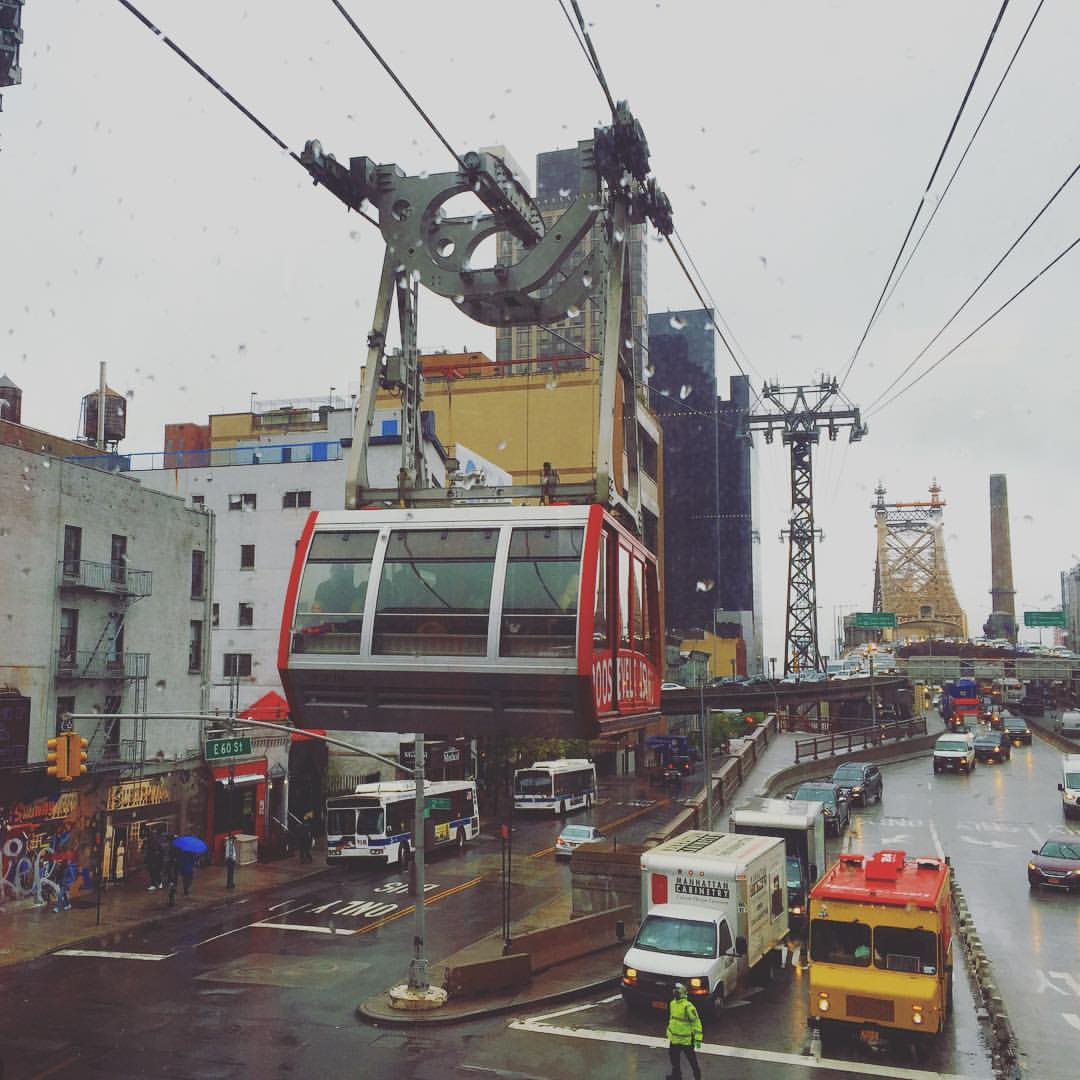
Foto externa do Teleférico da Ilha Roosevelt.

O Teleférico da Ilha Roosevelt é um teleférico situado na cidade de Nova Iorque que liga a Ilha Roosevelt a Manhattan sobre o Rio East.